# Walter Payton (Musiker)

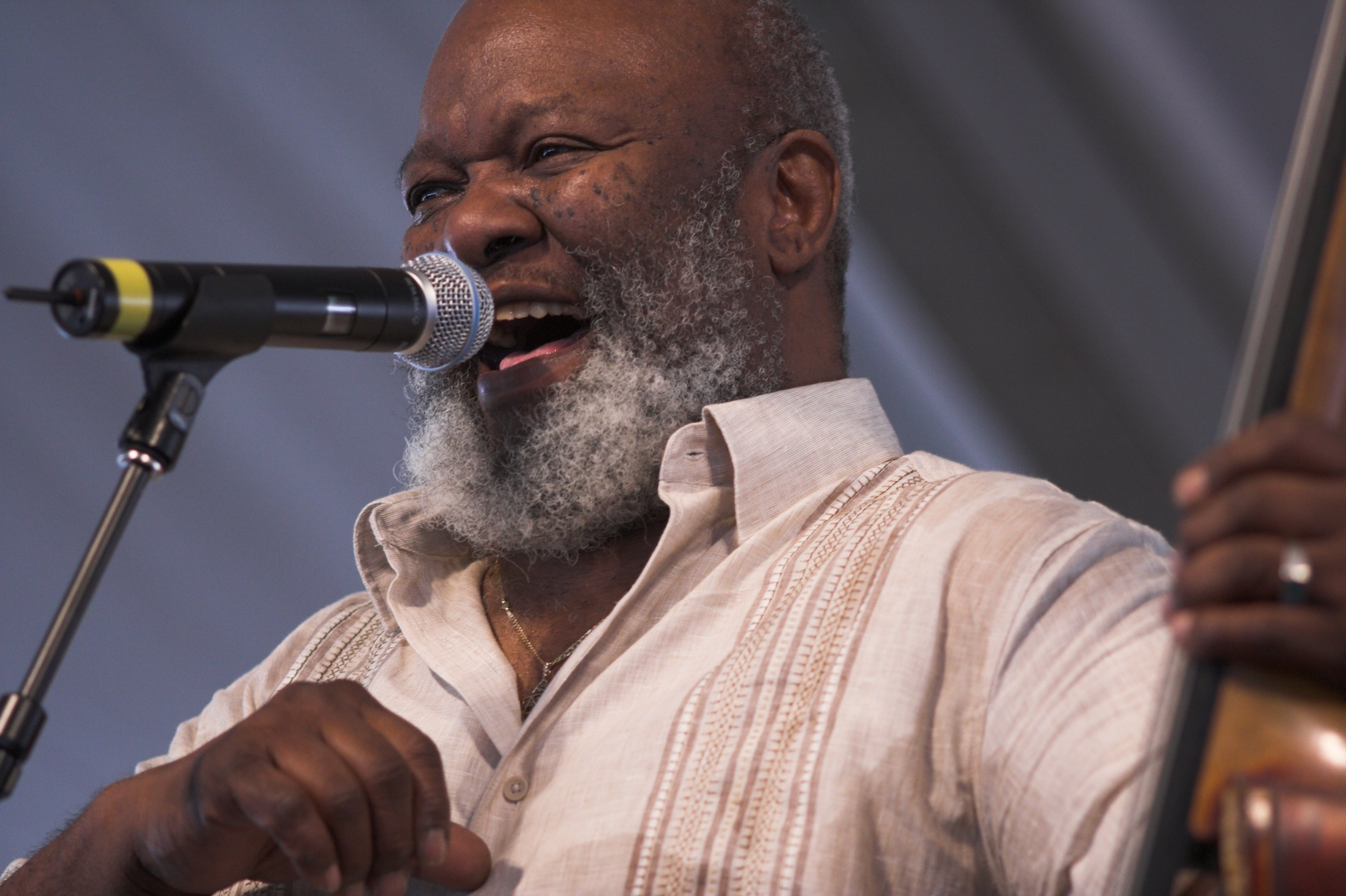
Walter Payton, 2008

Walter Payton junior (* 23. August 1942 in New Orleans; † 28. Oktober 2010 ebenda) war ein US-amerikanischer Jazz-Musiker (Bass, Tuba), Bandleader und Musikpädagoge.

## Leben und Wirken
Walter Payton, der Vater von Nicholas Payton, war ein langjähriges Mitglied der Jazzszene seiner Heimatstadt New Orleans, Er war 1967 Gründungsmitglied des New Orleans Ragtime Orchestra und spielte im Louisiana Repertory Jazz Ensemble, an dessen Album Sounds of Lost New Orleans er 1986 mitwirkte, ferner mit Ellis Marsalis in der Heritage Hall Jazz Band (Cookin’, 1986), der Young Excelsior Brass Band, in der Preservation Hall Jazz Band, mit der er auch international auf Tournee ging und in der Young Tuxedo Brass Band; außerdem leitete er eigene Formationen namens Snap Bean Band und Gumbo File, mit denen er ebenfalls weltweit auf Tournee war. Daneben unterrichtete er Musik an der New Orleanser McDonogh 15 Elementary.
Payton legte ein eigenes Album mit seiner Gumbo File vor (Live In Store at the Louisiana Music Factory New Orleans, 2001). Auch wirkte er bei den Aufnahmen zu Lee Dorseys Song Working in the Coal Mine (1966) mit, außerdem an Aaron Nevilles Tell It Like It Is (1966), June Gardner, Robert Parkers Barefootin’ (1966), Sammy Rimmington (The Exciting Sax), Kermit Ruffins (1992), Michael Whites Shake It & Break It und am Album Dear Louis (2001) seines Sohnes Nicholas. Auch arbeitete er gelegentlich mit Harry Connick Jr., Champion Jack Dupree, Nancy Wilson und Chuck Carbo.